# Cozmeni
Cozmeni (en: hongrois: (Csikkozmás) est une commune roumaine du județ de Harghita, dans Pays sicule (aire ethno-culturel et linguistique), dans la région historique de Transilvanie. Elle est composée des deux villages suivants:
- Cozmeni, siège de la commune
- Lăzărești (Lázárfalva)

## Localisation
La commune Cozmeni est située la limite nord du comté Harghita avec județ de Covasna, dans la dépression du Ciuc, à la 22 km de la ville de Miercurea-Ciuc.

## Politique
| Période | Période  | Identité      | Étiquette | Qualité |
| ------- | -------- | ------------- | --------- | ------- |
| 2002    | 2016     | Dávid Bodó    | UDMR      |         |
| 2016    | En cours | László Szántó | UDMR      |         |

## Monuments et lieux touristiques
- Église romaine-catholique "Saint Cosma et Damian" du village de Cozmeni (construite au XIVe siècle), monument historique
- Église catholique grecque du village de Lăzărești (construite 1742
- Église romaine-catholique du village de Lăzărești (construite 1883
- Maison en bois "Szöcs Lajos" (construite au XIXe siècle), monument historique
- Monument à la mémoire des combattants de Révolution de 1848

- Manoir Miklóssy de Lăzărești

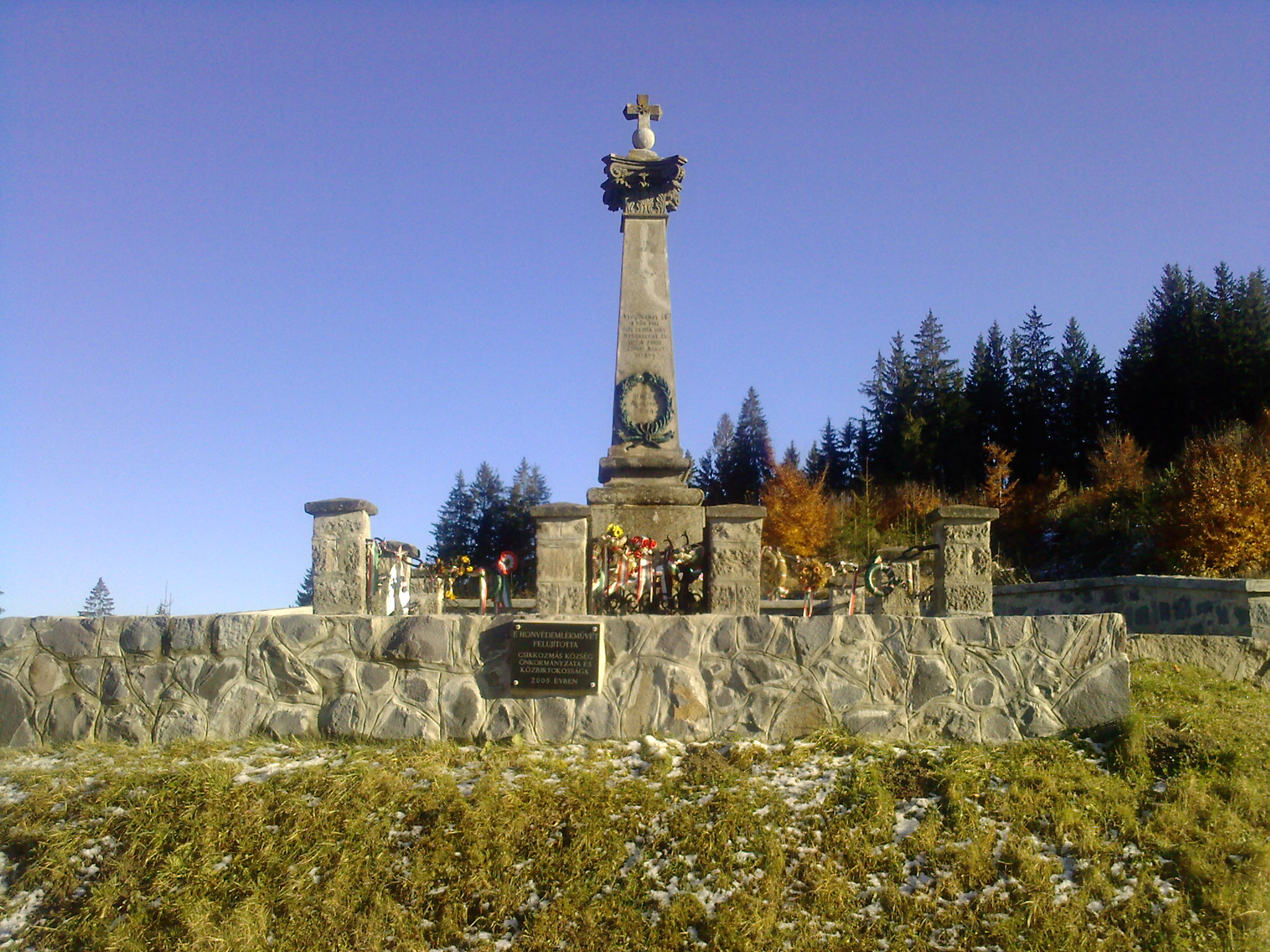
Monument aux héros du village de Cozmeni

- Site archéologique Kõházkert Cozmeni
- Réserve naturelle Lac Sainte Anne (en roumain:Lacul Sfânta Ana, aire protégée avec une superficie de 19,50 ha)[2]